# Лукаш Євген Володимирович
Лукаш Євген Володимирович (* ?) — старший лейтенант Збройних сил України, 95-а окрема аеромобільна бригада, Житомир, учасник російсько-української війни.

## Нагороди
8 вересня 2014 року — за особисту мужність і героїзм, виявлені у захисті державного суверенітету та територіальної цілісності України, вірність військовій присязі під час російсько-української війни, відзначений — нагороджений орденом Богдана Хмельницького III ступеня.